# Olaflur
Olaflur (vagy aminfluorid 297) a fogzománcba történő fluorbeépítésre helyileg alkalmazott fogszuvasodás-megelőző szer, amely elősegíti a kezdődő szuvas léziók ásványtartalmának helyreállását, és a fognyaki túlérzékenység kezelésére (deszenzitizálására) is alkalmas.

## Fluoridok fogászati alkalmazása
A fluoridok általában hatékonyak helyileg és szisztémásan a fogszuvasodás-megelőzésben. Az alkalmazást követően a fluoridok és a zománc, illetve a dentin közötti affinitás eredményeként a fluorid e területeken felhalmozódik, ezáltal csökkentve azok oldhatóságát és gátolva demineralizálódásukat. 

### Aminfluoridok
A szervetlen fluoridokhoz viszonyítva az aminfluoridok tartósabb hatást fejtenek ki a fogfelszínekre és a szájüreg nyálkahártyáira, ami a hosszú láncú bipoláris alkilgyököknek köszönhető. Ily módon a fluoridkomponens hosszabb ideig áll rendelkezésre és segíti elő az ásványtartalom helyreállását. Ugyanakkor az antimikrobiális hatások késleltetik vagy gátolják a plakkokban lévő mikroorganizmusok anyagcseréjét, ezáltal késleltetve a fogszuvasodás kialakulását.

## Fordítás
Ez a szócikk részben vagy egészben  az   Olaflur című angol Wikipédia-szócikk fordításán alapul.  Az eredeti cikk szerkesztőit annak laptörténete sorolja fel. Ez a jelzés csupán a megfogalmazás eredetét és a szerzői jogokat jelzi, nem szolgál a cikkben szereplő információk forrásmegjelöléseként.